# Fopius caudatus
Fopius caudatus är en stekelart som först beskrevs av Szepligeti 1913.  Fopius caudatus ingår i släktet Fopius och familjen bracksteklar. Inga underarter finns listade i Catalogue of Life.